# Vully-les-Lacs
Vully-les-Lacs is een Zwitserse gemeente in het district Broye-Vully van het kanton Vaud met circa 2800 inwoners (2016).

## Geschiedenis
De gemeente is na een referendum op 29 november 2009 op 1 juli 2011 tot stand gekomen als fusie van de toenmalige gemeentes Bellerive, Chabrey, Constantine, Montmagny, Mur, Vallamand en Villars-le-Grand.
Deze gemeentes waren gelegen in het district Avenches tot ze op 1 januari 2008 werden opgeheven en onderdeel werden van het nieuw opgerichte district Broye-Vully.